# Apartment 7A
Apartment 7A es una película estadounidense de terror psicológico dirigida por Natalie Erika James, quien coescribió el guion con Christian White y Skylar James, basada en una historia de Skylar James. Está destinado a servir como precuela de Rosemary's Baby de 1968, que fue una adaptación de la novela de 1967 del mismo nombre de Ira Levin . Julia Garner, Jim Sturgess y Dianne Wiest protagonizan papeles no revelados. La película será estrenada por Paramount Pictures .

## Premisa
Se dice que la película se centra en una joven bailarina que alquila una habitación a una pareja de ancianos. 

## Reparto
- Julia Garner [2] como Terry Gionoffrio
- Dianne Wiest [3] como Minnie Castevet
- Kevin McNally [4] como Roman Castevet
- Jim Sturgess [5]
- Marli Siu [6]
- Rosy McEwen [7]

## Producción
En marzo de 2021, se informó que Natalie Erika James dirigiría la película de suspenso psicológico Apartment 7A. James coescribió el guion con Christian White, basado en un borrador anterior del guion escrito por Skylar James. John Krasinski, Allyson Seeger, Michael Bay, Andrew Form y Brad Fuller produjeron la película, que fue una producción conjunta entre Paramount Players, Sunday Night Productions y Platinum Dunes . Tras el éxito de la franquicia A Quiet Place, el proyecto se encontraba entre varios guiones que el estudio estaba desarrollando con un tono similar. El apartamento 7A fue elegido entre esos proyectos para entrar rápidamente en preproducción.
En enero de 2022, se reveló que Julia Garner protagonizaría el papel principal. En marzo, Dianne Wiest se unió al elenco. Cuando terminó la filmación, los anuncios de casting adicionales incluyeron a Marli Siu y Rosy McEwen .
La fotografía principal comenzó el 15 de marzo de 2022 en Londres .  El 4 de junio, se anunció que el rodaje había terminado .  Más tarde ese mes, Bloody Disgusting informó que la película era secretamente una precuela de Rosemary's Baby (1968), la adaptación cinematográfica de la novela homónima de 1967 de Ira Levin .  En agosto, el Writers Guild of America determinó los créditos finales de escritura de la película y confirmó que estaba basada en la novela de Levin.  Las nuevas tomas se realizaron en abril y mayo de 2023. 